# 就職活動抗議デモ
就職活動抗議デモ（しゅうしょくかつどうこうぎデモ）（通称：就活デモ）とは日本の就職活動のあり方に抗議することを目的としたデモ活動のことである。

## 概要
毎年11月23日の勤労感謝の日に開催されることが多く、例年1～4都市で発生している。2009年以降に各地の現役の大学生を中心として行われているデモを指すのが一般的で、これらは従来の労働組合や既存党派による労働運動とは一線を画しており、主張内容も異なる点が多い。また、同時期には欧米でも就職難や経済的困窮に陥った学生や若者によるデモ等の抗議活動が盛り上がりを見せていたが、日本における就活デモは日本企業の特殊な採用・雇用慣行に対する抗議の比重が大きい点で欧米のものとは異なる部分がある。
抗議活動の背景としては、1996年に就職協定が廃止されて以降、就職活動の開始時期は年々早期化しており、就職活動が学業の妨げになる状況が発生していたこと、90年代以降の長期不況による雇用環境の悪化が若年層の就職環境に厳しい影響を与えてたこと、内定を得られない学生が就活を苦に自殺する、いわゆる就活自殺が多発したことなどがあげられる。2008年のリーマン・ショックによる世界経済不安等により、日本における若者の就職環境がさらに厳しい状況に陥ったことが引き金となり、それまで学生が抱えていた就活に対する不満や疑問がデモというかたちで噴出することとなったと考えられる。
学生側からの主張では「新卒一括採用によって卒業年の景気状況により大きな不平等が発生すること」や「既卒者や女性が採用段階で差別的な扱いを受けること」、「就職活動によって自殺する学生が続出していること」、「就職活動のために大学の講義に出席できなくなること」、「就活開始時期の早期化によって留学がしにくくなること」などへの不満が見られる。

## 背景・問題
経済情勢
バブル崩壊以降、日本の経済成長は鈍化しており、若者の就職環境は厳しいものとなっている。雇用法制は若者に負担を押し付ける方向に進んだ。第1次就職氷河期世代は依然として失われた世代となっている。2008年のリーマン・ショック以降は第2の就職氷河期として非常に厳しい環境にある。
就職活動による学業阻害
会社説明会や就職試験、面接は平日の昼間に実施される場合が多いため、大学の講義やゼミに出席できないような状況が発生し、就職活動が学業を阻害しているという批判がかねてより存在する。1996年の就職協定の廃止以降、就職活動開始時期は年々早期化し、2011年時点では3年生の秋頃からの開始が主流となっている。そのため就職がなかなか決まらずに就活を続けた場合、在学中1年半に渡って就活をする学生も存在し、就職活動の長期化により学業阻害はさらに深刻なものとなっている。これらの点は学生だけでなく、大学・教員からの批判も根強く存在している。
日本の雇用慣行に起因する問題
就活ビジネスの問題
営利企業が大学生の就職活動に入りこむことが多くなっており、就職活動の場が不安産業と化しているとの批判がある。たとえば『リクルートスーツでないと内定が取れない！』と言った宣伝文句によって学生に新たなスーツを買わせるような衣料小売企業、『就活メイクでないと内定が取れない！』と言った宣伝文句によってメイク指導で学生から金を巻き上げる美容系企業、『ビジネスマナーが身についていないと内定が取れない』と言った宣伝文句で高額な受講料を取る内定塾・就活塾などが存在する。また、直接学生から金銭を取らない就活ナビサイト運営会社や合同企業説明会運営会社なども学生の集客が重要になるため、過度に学生の不安を煽り、必要以上に学生を就活に向かわせているとの批判がある。
大学の就職支援課の問題
就職率向上を目指す大学の就職支援課等が、学生の不安を煽って就活に取り組ませるような状況があり、学生を精神的に追い詰めているとの批判がある。たとえば、ある大学の就職支援課では、生涯収入を札束で見せて「正社員は2億1千万～3億3千万、非正規雇用では6100万～9100万」と、学生の危機感を煽って就職率を高めようとしているが、これは正規雇用の内定を得られていない学生を過度に追い詰めることにもなる。過度に不安だけを煽り、就活に失敗している学生の精神的ケアを怠っている大学では、最悪の場合、学生が就活自殺に追い込まれる可能性があるとの批判がある。
就活による精神疾患・就活自殺
就活を原因に精神疾患を発症する場合や就活失敗を苦にして自殺にいたるケースが多発している。警視庁の統計では、就活失敗を理由とする20代の自殺は2007年には約60人（うち学生16人）だったが、2009年には122人（同33人）へと倍増し、その後は2010年155人（同53人）、2011年141人（同52人）、2012年149人（同54人）となっている。また、2011年には国立大学の学生が就職活動帰りの夜行バス乗車中に心神喪失状態に陥り、高速道路を走行中のバスを横転させる事件が発生した（のち心神喪失状態を理由に不起訴）。

## デモに対する反応
匿名掲示板やブロガーを中心として、デモは根本的な解決にはつながらないという批判がある。

## 著名人の反応

### 就活抗議に肯定的な著名人
本田由紀（東京大学教授）
東京大学教育学研究科教授の本田由紀は賛同文を2011年就活ぶっこわせデモ実行委員会のブログに寄せている。
茂木健一郎（脳科学者・作家）
脳科学者の茂木健一郎は、自身のブログ「クオリア日記」の中で、2009年就活くたばれデモについて「3年生の12月から一斉に横並び就活を強要する日本のシュウカツは、世界のヒジョーシキ。君たち、よりよき日本のために、ぜひ頑張りたまえ。このままでは、日本は沈むばかりだからね。」と書いている。

## 主な就活デモ
1990年代後半 リクルートスーツパレード
「就職難に泣き寝入りしない女子学生の会」が主催。共産党・民青系全学連委員長の坂井希などが会長を務めた。
2009年11月23日 就活くたばれデモ（札幌）
初めての就活デモと思われるデモ。北海道大学の学生を中心に実施された。
2010年2月（東京）
2010年11月23日 就活くたばれデモ（札幌）
2010年11月23日 就活どうにかしろデモ（東京）
参加者約60人。早稲田大学、神奈川大学、法政大学、明治学院大学、東京大学、明治大学等多数の大学の学生により実施された。
2010年11月23日 ここがヘンだよ就活パレード（大阪）
参加者約40人。大阪府立大学、京都大学、大阪大学、同志社大学の4大学の学生が中心となって実施された。
2010年11月23日（松山）
参加者約20人。
2011年11月23日 就活ぶっこわせデモ（東京）
参加者約120人。
2011年11月23日 カルト就活やめなはれデモ（京都）
参加者約30人。
2012年11月23日（東京）
2013年11月23日（神戸）
参加者約20人。
2013年11月23日（広島）

## デモ以外の抗議活動
就活デモ関係者やデモ関係者以外によるデモ以外の抗議活動や議論も存在する。
- 2010年2月 オルタナティブ就職セミナー＠大阪大学
- 2011年11月16日 上智大学グローバルコンサーン研究所[9]
- 2011年2月　就活デモ主催者による就活問題についての参議院院内集会＠参議院議員会館
- 2011年11月23日　シンポジウム＠京都大学
- 2013年7月　就活問題講演会「桐島、就活やめるってよ」＠同志社大学

## 展開
「就活どうにかしろデモ実行委員会」による活動では、デモ活動の他に運営による参議院議員会館での集会や討論イベント参加が行われ、「就職活動基本法」策定の要望もされた。
2011年11月23日の「就活ぶっこわせデモ（東京）」の後、実行委員らが中心となって、政府、経団連、就職ナビサイト運営会社への申し入れ、就活生同士の交流、情報交換などの場として、就活生組合という組織が結成された。同組合の執行役員は、宮内春樹、鈴木駿、渡辺遼遠の3名であり、代表には宮内が就任した。
2012年1月22日、就活生組合の代表を務めていた宮内春樹は、自身のTwitterアカウントにおいて「神からの啓示を受けた」と報告し、同月25日、聖久律法会という宗教団体（2015年4月より「ダールルハック」に改称）を設立した。聖久律法会が分離独立したのち、宮内は中田考の支援
で宗教活動に力を入れるようになり、同組合の活動は失速し、現在は休止状態となっている。